# En el último lugar del mundo
En el último lugar del mundo es el título del quinto álbum de estudio oficial grabado por el cantautor venezolano Ricardo Montaner. Fue lanzado al mercado por la empresa discográfica TH-Rodven el 20 de agosto de 1991. Los sencillos seleccionados para la promoción radial, se mantuvieron insistentemente en el tope de la cartelera de las canciones más sonadas como Déjame llorar y Será; estos dos últimos fueron utilizados para el tema principal de la telenovela venezolana de la cadena Venevisión Mundo de fieras (1991-1992), además de ser galardonadas como la "Mejor Canción del Año" en Venezuela y en México.

## Promoción
El primer sencillo fue Déjame llorar, una de las baladas románticas más importantes para Ricardo Montaner como letrista de canciones, la música estuvo a cargo Piero Casano; el tema recién se lanzó a promocionar radialmente, no tardó mucho en llegar rápidamente al primer lugar entre los diez primeros de las más sonadas. Déjame llorar según el mismo Ricardo es la primera parte de una misma historia de amor: Cuenta sobre el dolor de un hombre, por la pérdida de su pareja muerta. Ricardo en esta canción logra llegar a altos registros en su voz. El sencillo funcionó muy bien en radio y fue en gran parte responsable del éxito inicial que tuvo el álbum recién fue lanzado. Más adelante, en el siguiente álbum, Ricardo incluye la segunda parte de esta misma historia.
También se lanzaron como sencillos, y con muy buena aceptación por el público en la radio, las siguientes canciones: Será (Tema secundario desde el capítulo 169 en adelante de la telenovela Mundo de fieras), Corazón fracturado, Arrebato de amor, Muchacha, En el último lugar del mundo (pensada y dedicada a Chile), La pareja del año y por último el ya conocido Vamos pa'la conga, este tema, muy conocido originalmente interpretado por otro cantante, canción del cual Ricardo Montaner hace una versión pop.

## Lista de canciones
| En el último lugar del mundo |                                |                                                        |          |  |
| N.º                          | Título                         | Escritor(es)                                           | Duración |  |
| 1.                           | «Déjame llorar»                | Ricardo Montaner · Piero Cassano                       | 4:48     |  |
| 2.                           | «Corazón fracturado»           | Jon Densbury · David A Saylor                          | 4:22     |  |
| 3.                           | «Será»                         | Ricardo Montaner · Ilan Chester                        | 3:46     |  |
| 4.                           | «Por una noche de tu sol»      | Ricardo Montaner · Pedro Castillo                      | 4:49     |  |
| 5.                           | «Muchacha»                     | Ricardo Montaner · Rosa María Girón · Carlos Gómez     | 3:26     |  |
| 6.                           | «Tengo el mundo aquí»          | Ricardo Montaner · Fernando Girao                      | 5:02     |  |
| 7.                           | «En el último lugar del mundo» | Ricardo Montaner · Carlos Gómez                        | 3:51     |  |
| 8.                           | «Arrebato de amor»             | Ricardo Montaner · Pablo Manavello                     | 4:17     |  |
| 9.                           | «La pareja del año»            | Ricardo Montaner · Pablo Manavello                     | 3:56     |  |
| 10.                          | «Lady Juan»                    | Ricardo Montaner · Tony Carmona                        | 3:42     |  |
| 11.                          | «Vamos pa' la conga»           | Ricardo Montaner · Miguel Matamoros · Rosa María Girón | 4:28     |  |

© MCMXCI. Universal Music Venezuela S.A.

## Créditos y personal
- Una producción de Sono-Rodven, producida por: Óscar Gómez
- Voz: Ricardo Montaner
- Piano: Ilan Chester
- Teclados: Carlos Goméz, Graham Preskett y Javier Losada
- Programación: Steve Roitstein
- Guitarras: Mitch Dalton, Nigel Jenkins y Juan Cerro
- Bajo: Javier Quilez, Paul Westwood y José Ramón Villasmil
- Baterías: Frank Quintero, Neil Wilkinson y Paco García
- Percusión: Willy Chirino y Henry Díaz
- Saxo: Manolo Morales y Franklin Díaz
- Backing Vocals: Juan Carlos Nieto, María Lar, Maiza Heinz, Juan Canovas y José Morato
  - Track A-3: Será fue producido por Luis Oliver y Nucho Bellomo, grabado y mezclado por: Nucho Bellomo en los Estudios Audio Uno, Caracas, Venezuela
- Este álbum fue grabado en los estudios de grabación Round House (Londres), EMI Abbey Riad Studios (Londres), Kirios (Madrid), International Sound (Miami), Sony Music (México), Sonora Matancera (México), CTS (Londres) y, Circus (Madrid)
- Este álbum fue mezclado en los Estudios Kirios (Madrid)
- Diseño Gráfico: William H. Stalhuth y Richard González
- Concepto de Carátula: Ricardo Montaner
- Foto: Lucky Productions (Mariela Sosa y Jennie Silva)

- Datos: Q5832026